# Denkmal für Katharina II. (Marx)

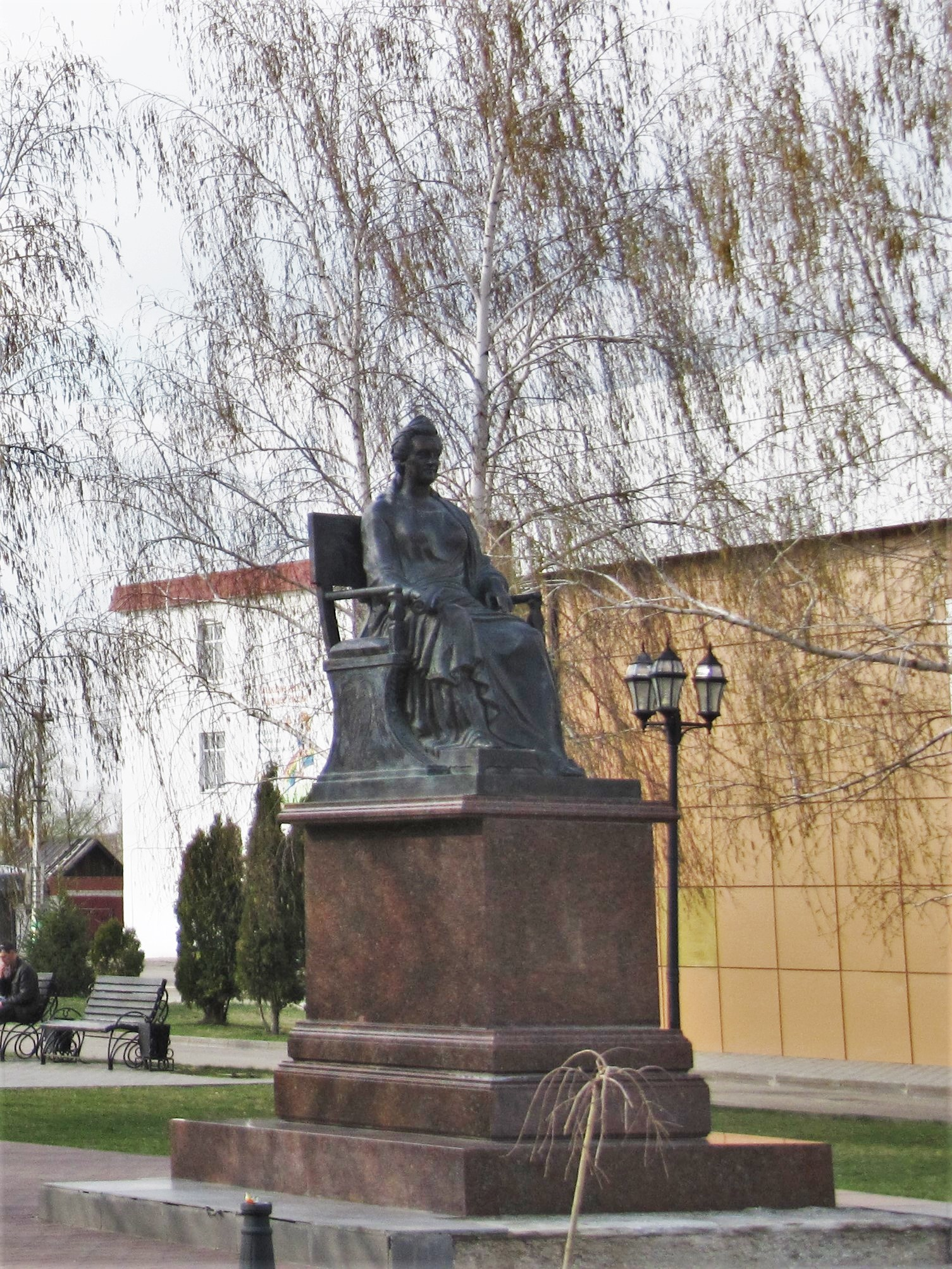
Denkmal für Katharina die Große in der Stadt Marx, Region Saratow

Das Denkmal für Katharina II. wurde 1851 in Marx in der russischen Oblast Saratow errichtet. Während des Zweiten Weltkriegs wurde es eingeschmolzen und 2007 wieder neu errichtet.
Marx  wurde im Jahr 1767 als wolgadeutsche Kolonie mit dem deutschen Namen „Katharinenstadt“ gegründet. Zu Ehren von Katharina II. (geboren als Prinzessin Sophie Auguste Friederike von Anhalt-Zerbst), welche ihnen per Einladungsmanifest die Niederlassung an den Ufern der Wolga mit vielen Privilegien ermöglicht hatte, sammelten die Bewohner von Marx Geld um ihr ein Denkmal aufzustellen. Das von Peter Clodt von Jürgensburg entworfene und hergestellte Denkmal wurde 1851 auf dem damaligen Hauptplatz aufgestellt.
Das bronzene Denkmal zeigt Katharina sitzend auf dem Thron. In ihrer herabhängenden rechten Hand hält sie das Einladungsmanifest. Es stand auf einem marmornen Postament. Aus dessen zwei Seiten war in russischer und deutscher Sprache die Inschrift:

„Der Kaiserin Katharina II. aus Dankbarkeit von den ausländischen Ansiedlern des Saratower Gouvernements.“

eingemeißelt.
Zu Beginn der 1930er Jahre wurde es entfernt und auf dem Hof des Heimatmuseums eingelagert. Nach der Deportation der Wolgadeutschen nach Kasachstan war es die einzig verbliebene Spur ehemals deutscher Präsenz im Ort. Später wurde es im örtlichen Traktorenwerk zur Gewinnung von Rohstoffen zu Kriegszwecken eingeschmolzen. Daraus hergestellt wurden hauptsächlich kleine Figuren und Büsten mit sowjetischer Thematik.

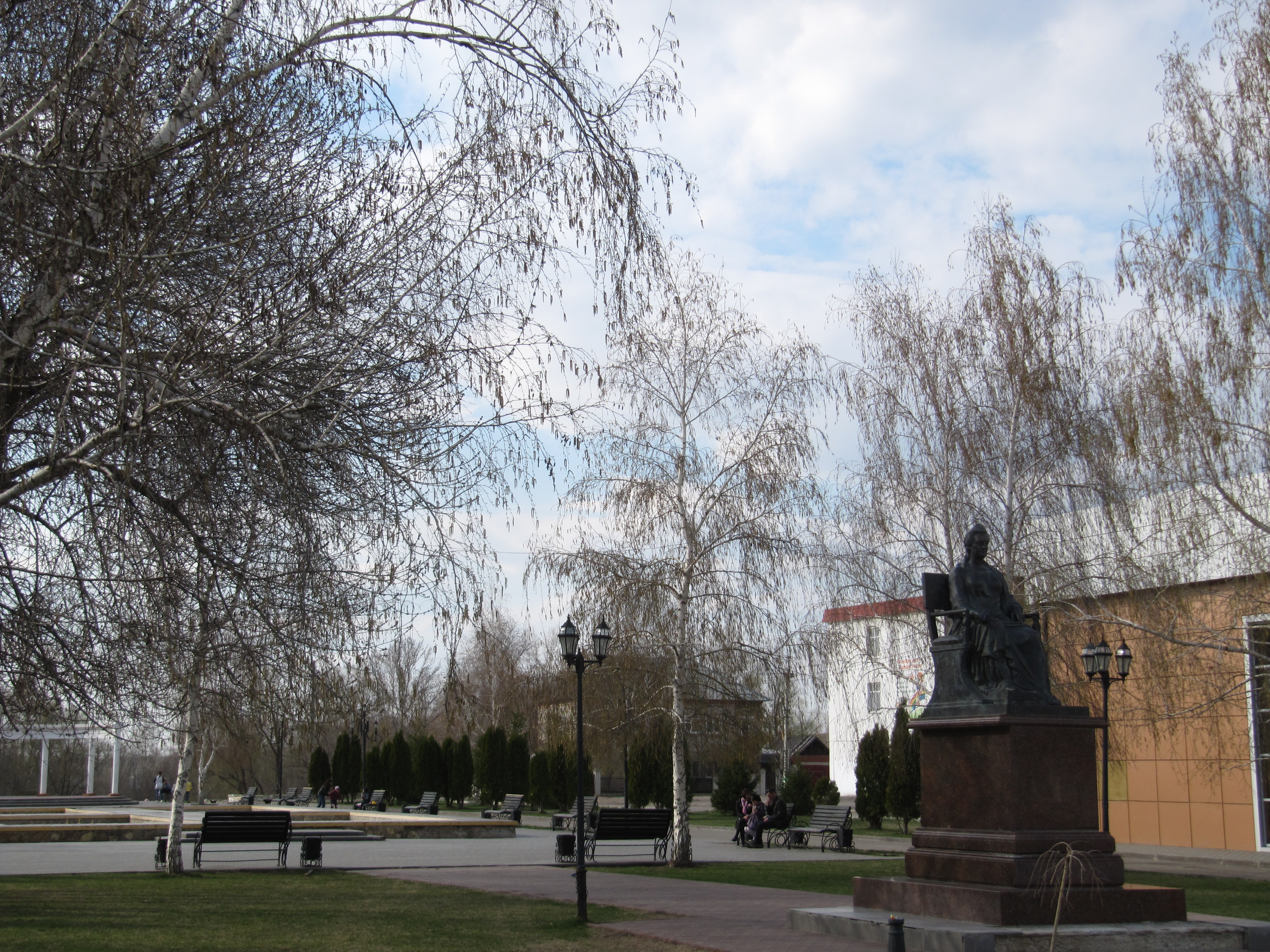
Umfeld des Denkmals (2015)

Nachdem Heimatforscher mehr als fünfzehn Jahre lang Fotos und Dokumente zum Denkmal gesucht hatten, wobei unter anderem auch die Originalentwürfe in St. Petersburg wiedergefunden wurden, erlaubte die Kreisverwaltung 2005 die Wiedererrichtung des Denkmals, ohne dass dafür Haushaltsmittel bereitgestellt wurden. Innerhalb von zwei Jahren wurden zehn Millionen Rubel gespendet und der Bildhauer Jurij Kisseljow aus Sankt Petersburg gestaltete das Denkmal originalgetreu nach. Am 26. September 2007 wurde es wieder eingeweiht. Bedingt durch Veränderungen des Stadtbilds musste ein neuer Standort gesucht werden. Heute befindet es sich am Ende des Lenin-Prospekts zwischen der Kirow-Straße und der Straße der Kommunisten, wo die Stadt bereits einen Platz mit einer Rotunde für Konzerte der Musikhochschule angelegt hatte.